# 広輪凪
広輪 凪(ひろわ なぎ)は、日本の漫画家・イラストレーター。
手がける漫画は一般向、アンソロジー、成人向けと多岐に渡る。描くキャラクターの傾向は、特に胸にこだわったナイスバディな女性であることが特徴的。

## 主な作品・参加作品
漫画
- すとぽに まんが4コマKINGSぱれっと
- 4コマKINGDOM
- 魔法のアラフォー マジカル熟女 全8話　WEBコミックハイ!
- ゆとりちゃんコミック版 1巻　WEBコミックハイ!

コミックアンソロジー
- 伺か 任意ラヂヲ
- アズールレーン
- すーぱーそに子
- 真・恋姫†無双
- 青年漫画　ボクのNTRRPGなど

アダルト
- アンソロジー　おとなりの現代エルフのえろ事情

ゲーム
ユニコーン・エーのげ「げーせん18」製
- 三極姫2〜天地大乱・乱世に煌く新たな覇龍〜
- 三極姫3〜天下新生〜
- 天極姫 ～新世大乱・双界の覇者達～
- 戦御村正 -剣の凱歌-

イラスト外注
- サークル「おやしき」作品
- サークル「遠蛮亭」　黒き翼の大天使(くろてん)